# Orlin Vallecillo
Orlin Jared Vallecillo Paguada (né le 1er juillet 1983 à Sonaguera au Honduras) est un footballeur international hondurien, qui évolue au poste de gardien de but.
Son frère, Erick, est également footballeur.

## Biographie

### Carrière en sélection
Avec l'équipe du Honduras, il joue 8 matchs (pour aucun but inscrit) au cours de l'année 2007. Il figure notamment dans le groupe des sélectionnés lors des Gold Cup de 2007 et de 2011. Son équipe atteint les quarts de finale en 2007 et les demi-finales en 2011.

## Palmarès
- Vainqueur du Tournoi de clôture du championnat du Honduras 2007 avec le Real España.